# Alan Barillaro

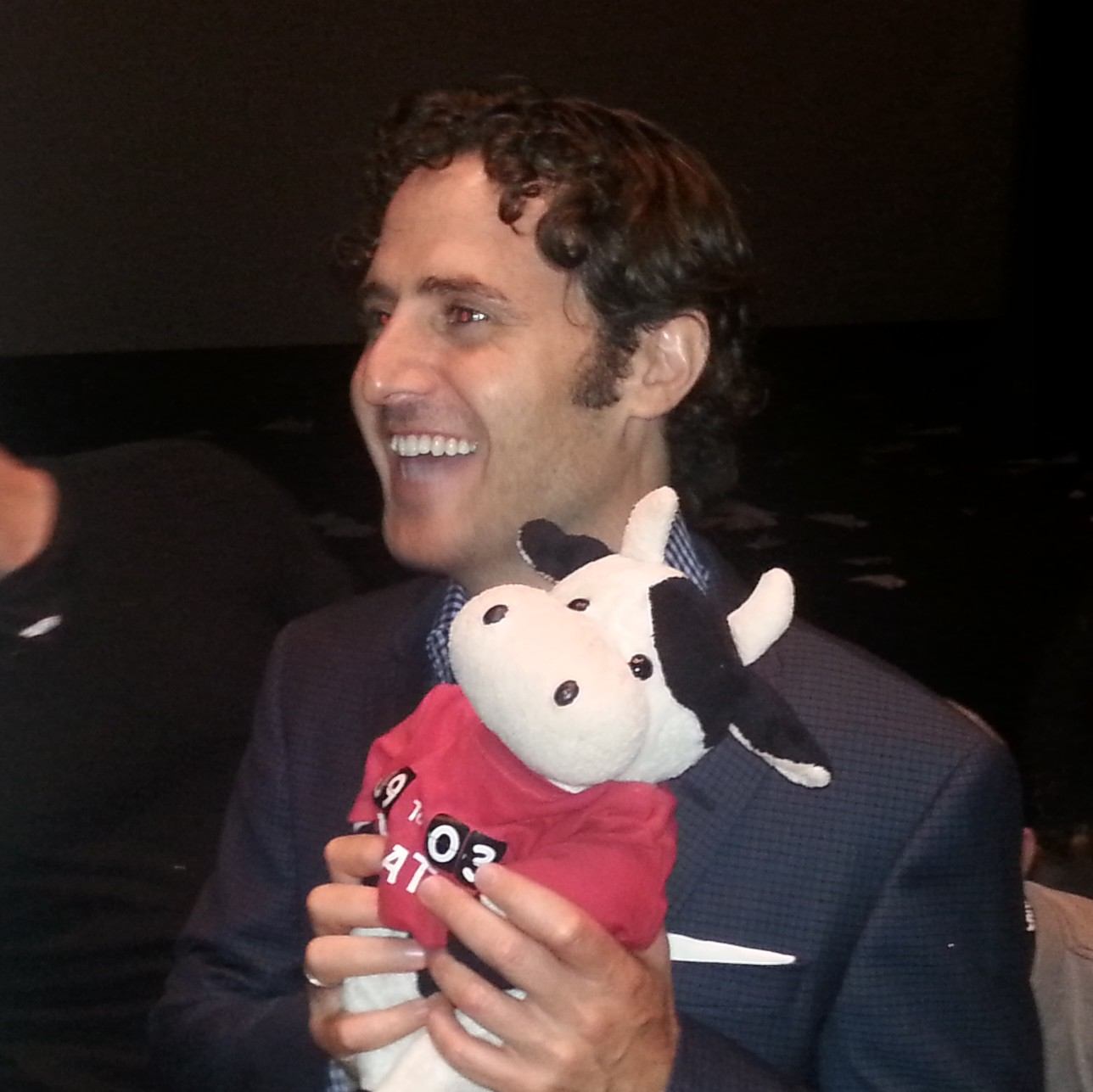
Alan Barillaro

Alan Barillaro (* 1975 oder 1976) ist ein kanadischer Animator und Oscarpreisträger für seine Regietätigkeit zum Film Piper.

## Karriere
Barillo wurde in Kanada geboren, wuchs in Chippawa auf und besuchte die Highschool in Markham, Ontario. 1996 machte er seinen Abschluss am Sheridan College. Seit seinem 18. Lebensjahr arbeitet Barillaro bei Pixar.
Seine Karriere im Filmgeschäft begann 1998 mit dem Film Das große Krabbeln als Animator. Es folgten Filme wie Die Monster AG, Findet Nemo, Die Unglaublichen – The Incredibles, WALL·E – Der Letzte räumt die Erde auf, Merida – Legende der Highlands und Die Monster Uni, die bei den Oscars in verschiedenen Kategorien, unter anderem als „Bester animierter Spielfilm“, eine Nominierung bzw. Auszeichnungen erhielten.
Für den Kurzfilm Piper, wofür Barillaro das Drehbuch verfasste und sein Regiedebüt gab, erhielt er mit Marc Sondheimer bei der Oscarverleihung 2017 einen Oscar in der Kategorie „Bester animierter Kurzfilm“.

## Filmografie
- 1998: Das große Krabbeln (A Bug’s Life)
- 2001: Die Monster AG (Monsters, Inc.)
- 2003: Findet Nemo (Finding Nemo)
- 2004: Die Unglaublichen – The Incredibles (The Incredibles)
- 2005: Jack-Jack Superbaby (Jack-Jack Attack, Kurzfilm)
- 2006: Lifted (Kurzfilm)
- 2008: Igor
- 2008: WALL·E – Der Letzte räumt die Erde auf (WALL·E)
- 2012: Merida – Legende der Highlands (Brave)
- 2013: Die Monster Uni (Monsters University)
- 2016: Piper